# Усинське міське поселення
Усіинське міське поселення (рос. Усинское сельское поселение) — муніципальне утворення у складі Усинського міського округу Республіки Комі, Росія. Адміністративний центр та єдиний населений пункт — місто Усинськ.

## Населення
Населення — 40827 осіб (2010; 45358 у 2002, 47419 у 1989).